# Når lyset bryder frem (album)
Når lyset bryder frem er et opsamlingsalbum med Sebastian, udgivet i 1976 på EMI. Det består af sange fra perioden 1972 til 1974. Derudover indeholder albummet en genindspilning af sangen "Menneske, min ven", som oprindelig blev indspillet til Ina Løndahls debutalbum af samme navn fra 1973.

## Numre

### Side 1
1. "Når lyset bryder frem" (3:30)
2. "Den gamles drøm" (3:22)
3. "Hvis du tror du er noget" (5:17)
4. "Rose" (3:53)
5. "Vascomat Liza" (3:00)
6. "Menneske, min ven" (5:50)

### Side 2
1. "Hey ho" (2:44)
2. "Over havet under himlen" (4:30)
3. "Mona, månen er blå" (3:08)
4. "Blød lykke" (3:24)
5. "Flyv lykkefugl" (4:48)
6. "Lossepladsen bløder" (6:38)